# Félix Vidal Costa
Félix Vidal Costa (Santiago de Compostel·la, 6 de novembre de 1942) és un físic i investigador gallec, catedràtic de Física de la Matèria Condensada de la Universitat de Santiago de Compostel·la (USC) i director del Centre d'Estudis Avançats d'aquesta universitat, on encapçala un grup de recerca sobre superconductivitat a altes i baixes temperatures. És acadèmic numerari de la Reial Acadèmia Gallega de Ciències i Vicepresident del Grup Especial Física d'Estat Sòlid (FES) de la Reial Societat Espanyola de Química

## Carrera
Va estudiar el batxillerat en el Institut Arquebisbe Gelmírez de la seva ciutat natal, i des de molt jove va demostrar un tarannà científic orientat cap a la recerca. Acabat el batxillerat es va traslladar a Madrid per estudiar ciències físiques en la Universitat Complutense, on es va llicenciar i va doctorar. Va ampliar estudis a França, i és doctor per la prestigiosa École Normale Supérieure de París, així com docteur d'État et Sciences per la Universitat de París.

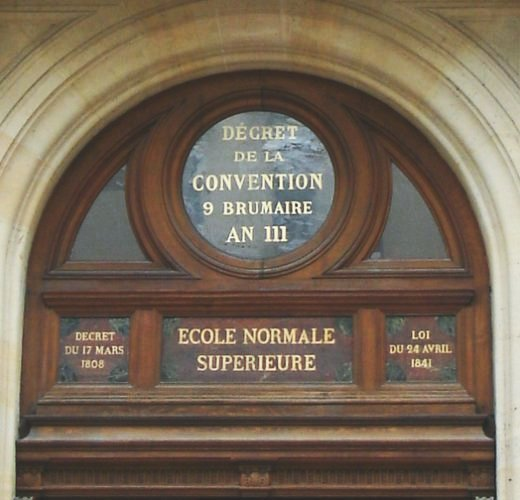
Porta monumental del n. 45 de la rue d'Ulm, en record de la doble fundació de la Escola Normal Superior i de la seva instal·lació en aquest carrer

Així mateix, va treballar com a científic contractat en el MIT (Massachusetts, Estats Units) des de 1974 fins a finals de 1976. Autor de més d'un centenar de treballs sobre física de la matèria condensada i dels materials, va impartir classes s París i sls Estats Units, fins a assentar-se el 1984 a la Universitat de Santiago de Compostel·la.
La seva vinculació científica amb França continua una tradició familiar, ja que el seu pare, Enrique Vidal Abascal, que va ser catedràtic de geometria de la Universitat de Santiago, també va mantenir intenses relacions professionals amb universitats i institucions científiques franceses.

## Patents registrades
Ha registrat algunes patents amb membres del seu equip 
- Félix Vidal Costa, Manuel Rodríguez Osorio, José Antonio Veira Suárez: Limitador indutivo de corrente baseado en múltiples aneis ou películas supercondutoras de pequeno diámetro
- Manuel Rodríguez Osorio, José Antonio Veira Suárez, Félix Vidal Costa: Limitador indutivo de corrente baseado en elementos supercondutores con varias zonas débiles creadas artificialmente
- Manuel Rodríguez Osorio, Maurice-Xavier François, Adrien Betrancourt, José Antonio Veira Suárez, Félix Vidal Costa: Limitador supercondutor de corrente integrado no intercambiador de calor dun refrixerador termoacústico

## Publicacions
En la seva època a la Complutense publicà:
- A la escucha de los sonidos cerca de Tl en el 4He líquido, Madrid, Fundación Juan March, 1978. ISBN 84-7075-094-1

Ha publicat nombrosos articles, com a director o principal investigador, en revistes especialitzades com:
- Physica B-Condensed Matter, ISSN 0921-4526
- Physical Review B, ISSN 1098-0121
- Superconductor Science & Technology, ISSN 0953-2048
- Physica C-Superconductiviyt and its Applications, ISSN 0921-4534
- EPL, ISSN 0295-5075
- Journal of Physics and Chemistry od Solids, ISSN 0022-3697
- IEEE Transactions on Applied Superconductivity, ISSN 1051-8223
- Physical Review Letters, ISSN 0031-9007

## Distincions
- 1976. Medalla de bronze del Centre Nacional de la Recerca Científica (CNRS) pels seus treballs sobre els superfluïds quàntics.
- 1997. Premi Nacional d'Investigació Santiago Ramón y Cajal.[7]
- 2005. Va ser nomenat pel govern de França Caballero de la Orde de les Palmes Acadèmiques pels "serveis rendits a la ciència i a la cultura franceses"".<
- 2009. Rep el Título de Excelencia Galega en la categoria de Ciències.[8]